# 印加
印加（いんか）とは、電気回路に電源や別の回路から電圧や信号を与える事を意味し、「電圧を印加する」「信号を印加する」という様に使われる。またこの時、印加された電圧、電流はそれぞれ印加電圧、印加電流と呼ばれる。
電圧を印加した瞬間に流れる大電流を突入電流（インラッシュ電流）という。電動機や変圧器など、巻線機器ではこうした突入電流を考慮したうえで機器の設計および保護継電器の整定を行う。
電圧を印加する際には感電災害や機器の破損を防止するため、作業員を当該機器から退避させたこと、配線が正確になされていることを確認しなければならない。
「印可」と誤記されることがあるが、全く別の意味の宗教用語である。

## 意味
より広く電気以外の分野まで含めると、英語の "apply B to A" の日本語訳として「A に B を印加する」という表現が使われる。意味としては、下に書く一連の行為が「『対象』に『何か』を印加する」ことに当たる。
1. 操作の目標である「対象」（例えば電気回路、鉱物、空間、生体など）に対して
2. 人為的に操作可能な「何か」（例えば電場、磁場、電圧、電流、信号、圧力等）を作用させ
3. それによって「対象」の状態を変化させる

具体的には「空間に磁場を印加する」「氷に高圧を印加する」「入力端子に交流電圧を印加する」などのように使われる。
しかしながら「印加する」という表現はニュアンスとしてはやや硬く、大抵の場合専門家（特に理工系の）を対象とした文献の中でのみ見出される。一般には（特に口頭では）「印加する」という表現が使われる事は少なく、たとえば「電圧を印加する」という言い方よりも「電圧をかける」という表現が使われることの方がはるかに多い。この種の例として、他にも次のようなものがある。
- 「モーターに電流を印加する」 → 「モーターに電流を流す」(apply current to a motor)
- 「3ピンに信号を印加する」 → 「3ピンに信号を入れる」(apply a signal to pin3)
- 「超電導物質に磁場を印加する」 → 「超電導物質に磁場をかける」(apply a magnetic field to a superconductor)
- 「ダイアモンドに圧力を印加する」 → 「ダイアモンドに圧力を加える（圧力をかける）」(apply a pressure to diamond)